# Feldhockey-Weltmeisterschaft der Damen 1994
Die Feldhockey-Weltmeisterschaft der Damen 1994 war die achte Auflage der WM. Sie fand vom 13. bis 24. Juli 1994 in Dublin, Irland statt. Die Australierinnen sicherten sich ihre erste Weltmeisterschaft und beendeten damit die niederländische Serie nach drei WM-Titeln. Der Titelverteidiger erreichte nur Platz 6.

## Vorrunde

### Gruppe A
| Rang | Land        | Spiele | S | U | N | Tore | Punkte |
| ---- | ----------- | ------ | - | - | - | ---- | ------ |
| 1    | Argentinien | 5      | 4 | 0 | 1 | 7:3  | 8      |
| 2    | Australien  | 5      | 3 | 1 | 1 | 13:5 | 7      |
| 3    | Südkorea    | 5      | 2 | 1 | 2 | 10:8 | 5      |
| 4    | Spanien     | 5      | 1 | 3 | 1 | 8:7  | 5      |
| 5    | Russland    | 5      | 1 | 1 | 3 | 3:9  | 3      |
| 6    | Irland      | 5      | 0 | 2 | 3 | 1:10 | 2      |

| Datum – Uhrzeit | Mannschaft 1 | Mannschaft 2 | Ergebnis |
| --------------- | ------------ | ------------ | -------- |
| 13. Juli 1994   | Irland       | Argentinien  | 0:3      |
| 13. Juli 1994   | Russland     | Australien   | 2:1      |
| 13. Juli 1994   | Spanien      | Südkorea     | 3:3      |
| 14. Juli 1994   | Russland     | Südkorea     | 0:4      |
| 14. Juli 1994   | Argentinien  | Australien   | 1:3      |
| 15. Juli 1994   | Spanien      | Irland       | 1:1      |
| 16. Juli 1994   | Südkorea     | Irland       | 2:0      |
| 16. Juli 1994   | Argentinien  | Russland     | 1:0      |
| 16. Juli 1994   | Australien   | Spanien      | 1:1      |
| 18. Juli 1994   | Australien   | Irland       | 4:0      |
| 18. Juli 1994   | Spanien      | Russland     | 3:1      |
| 18. Juli 1983   | Südkorea     | Argentinien  | 0:1      |
| 19. Juli 1994   | Irland       | Russland     | 0:0      |
| 19. Juli 1983   | Argentinien  | Spanien      | 1:0      |
| 16. Juli 1994   | Australien   | Südkorea     | 4:1      |

### Gruppe B
| Rang | Land        | Spiele | S | U | N | Tore | Punkte |
| ---- | ----------- | ------ | - | - | - | ---- | ------ |
| 1    | Deutschland | 5      | 3 | 1 | 1 | 9:4  | 7      |
| 2    | USA         | 5      | 3 | 1 | 1 | 5:3  | 7      |
| 3    | Niederlande | 5      | 3 | 0 | 2 | 7:4  | 6      |
| 4    | China       | 5      | 2 | 1 | 2 | 4:3  | 5      |
| 5    | England     | 5      | 1 | 1 | 3 | 3:5  | 3      |
| 6    | Kanada      | 5      | 1 | 0 | 4 | 1:10 | 2      |

| Datum – Uhrzeit | Mannschaft 1 | Mannschaft 2 | Ergebnis |
| --------------- | ------------ | ------------ | -------- |
| 13. Juli 1994   | Kanada       | Deutschland  | 0:2      |
| 14. Juli 1994   | England      | USA          | 0:1      |
| 14. Juli 1994   | Niederlande  | China        | 1:0      |
| 15. Juli 1994   | Kanada       | Niederlande  | 0:3      |
| 15. Juli 1994   | China        | England      | 0:0      |
| 15. Juli 1994   | USA          | Deutschland  | 1:1      |
| 17. Juli 1994   | Deutschland  | England      | 3:0      |
| 17. Juli 1994   | Niederlande  | USA          | 1:2      |
| 17. Juli 1994   | China        | Kanada       | 2:0      |
| 18. Juli 1994   | Kanada       | USA          | 1:0      |
| 19. Juli 1994   | Niederlande  | England      | 1:0      |
| 19. Juli 1983   | Deutschland  | China        | 1:2      |
| 20. Juli 1994   | Niederlande  | Deutschland  | 1:2      |
| 20. Juli 1983   | England      | Kanada       | 3:0      |
| 20. Juli 1994   | China        | USA          | 0:1      |

## Platzierungsspiele
Spiele um Platz 9–12
| Irland | – England | 1:1, 0:2 n. Siebenmetern |

| Kanada | – Russland | 1:1, 4:2 n.Siebenmetern |

Spiel um Platz 11
| Irland | – Russland | 3:2 |

Spiel um Platz 9
| Kanada | – England | 0:1 |

Spiele um Platz 5–8
| Niederlande | – Spanien | 2:0 |
| Südkorea    | – China   | 4:1 |

Spiel um Platz 7
| Spanien | – China | 1:2 |

Spiel um Platz 5
| Niederlande | – Südkorea | 0:2 |

## Halbfinale
| Australien  | – Deutschland | 2:0 |
| Argentinien | – USA         | 2:0 |

## Spiel um Platz 3
| Deutschland | – USA | 1:2 |

## Finale
| Australien | – Argentinien | 2:0 |

## Endklassement
| Platz | Land        |
| ----- | ----------- |
| 1     | Australien  |
| 2     | Argentinien |
| 3     | USA         |
| 4     | Deutschland |
| 5     | Südkorea    |
| 6     | Niederlande |
| 7     | China       |
| 8     | Spanien     |
| 9     | England     |
| 10    | Kanada      |
| 11    | Irland      |
| 12    | Russland    |

## Weltmeisterinnen
Justine Sowry, Tammy Ghisalberti, Katie Allen, Alyson Annan, Juliet Haslam, Jenny Morris, Alison Peek, Lisa Powell, Karen Marsden, Kate Starre, Sally Carbon, Jackie Pereira, Nova Peris, Rechelle Hawkes, Michelle Andrews, Renita Farrell

## Weblink
- WM 1994 auf FIH.ch